# Bec de serra de la Xina
El bec de serra de la Xina (Mergus squamatus) és una espècie d'ocell de la família dels anàtids (Anatidae) que habita rius de muntanya a zones de taigà de Manxúria i sud-est de Sibèria.
Aquest ànec marí té un bec vermell i prim i una taca fosca al dors i als costats. Ambdós sexes tenen una cresta de plomes allargades tènues, que arriben gairebé a les espatlles dels mascles adults i són força més curtes en les femelles i immadurs. El mascle adult té el cap i coll negres, el pit i les parts inferiors blancs, el mantell i les ales foscos.